# Gustav Billeter
Gustav Billeter (* 19. Dezember 1873 in Zürich; † 24./25. Juni 1929 ebenda) war ein Schweizer klassischer Philologe und Gymnasiallehrer.
Von 1892 bis 1897 studierte er an der Universität Zürich, wo er mit der Arbeit «Geschichte des Zinsfusses im griechisch-römischen Altertum bis auf Justinian. I. Teil: Der Zinsfuss in Griechenland und Kleinasien bis um 250 n. Chr.» promoviert wurde. Er habilitierte sich 1899 in Zürich und war als Privatdozent für Geschichte bis 1912 an der Universität Zürich tätig. Von 1902 bis 1928 war er Gymnasiallehrer für Latein und Griechisch am Gymnasium in Zürich, wo auch Elias Canetti zu seinen Schülern zählte. Im Januar 1910 entdeckt er in Zürich im Nachlass von Barbara Schulthess Goethes fragmentarische Urform von Wilhelm Meisters Lehrjahren, den 1777 begonnenen Entwurf mit dem Titel Wilhelm Meisters theatralische Sendung.

## Veröffentlichungen
- Geschichte des Zinsfusses im griechisch-römischen Altertum bis auf Justinian. Teubner, Leipzig 1898 (online).
- Griechische Anschauungen über die Anfänge der Kultur. Zürich 1901. (Digitalisat)
- Goethe. Wilhelm Meisters theatralische Sendung. Mitteilungen über die erste Fassung von Wilhelm Meisters Lehrjahren. Zürich 1910.
- Die Anschauungen vom Wesen des Griechentums. Leipzig 1911.